# Quondamangelomaria
Quondamangelomaria ou Quondam Angelo Maria est un patronyme italien, absolument rare et localisé dans le Latium, région d'origine de ce nom de famille le plus long d'Italie, soit 18 lettres. Hormis le Latium, on le trouve également en Ombrie mais le patronyme Quondamangelomaria n'était plus porté au début du XXIe siècle que par quelques personnes localisées dans trois communes.
Ce patronyme est composé du mot latin quondam, signifiant « feu », « fils de feu », et du prénom (ou des prénoms) « Angelo (et) Maria ».